# Mario Vilella Martínez
Mario Vilella Martínez, nascido em 3 de julho de 1995, na cidade espanhola de Elche, é um jogador de tênis profissional.
Na carreira de simples, alcançou o melhor ranking no dia 31 de Agosto de 2020, sendo esse o número 170. Já nas duplas, em 23 de novembro de 2020, alcançando o número 286.
Mario fez sua estreia na chave principal de um torneio ATP em 2015, no Aberto de Valência, na Espanha. Na ocasião fez parceria com o brasileiro Eduardo Russi Assumpção na chave de duplas.